# PicSat
PicSat ist ein französischer Nanosatellit zur Untersuchung exoplanetarer Transite. Es handelt sich hierbei um einen CubeSat der Größe 3U, der vom Labor für Weltraumforschung und astrophysikalische Geräte LESIA (Laboratoire d’études spatiales et d’instrumentation en astrophysique) in Meudon bei Paris entwickelt und gebaut wurde.

## Aufbau
Der PicSat-Satellit verwendet eine optische Single-Mode-Faser, die eine Einphotonen-Avalanche-Diode für eine hochpräzise Photometrie speist. Sein Hauptziel ist es, den Planeten Beta Pictoris b zu beobachten, wenn er vor seinem Stern vorbeiziehen wird. Das sekundäre wissenschaftliche Ziel ist es, Transite von Kometen zu erkennen. Ein drittes Ziel der Mission ist es, ein neues technologisches Konzept zu demonstrieren, bei dem Sternenlicht in eine optische Faser an Bord eines Satelliten injiziert wird. Dies dient der Entwicklung von faserbasierten Interferometern in CubeSat-Größe.
Als weitere Nutzlast ist ein Mode-V/U FM-Repeater mit an Bord. Dieser wurde von der AMSAT Francophone und dem französischen Radioclub REF zur Verfügung gestellt. Der Repeater ist nur verfügbar, wenn es die wissenschaftliche Mission gestattet. Des Weiteren benötigt der FM-Repeater zum Öffnen einen 1750 Hz-Ton.

## Mission
Der Satellit wurde am 12. Januar 2018 mit einer PSLV-XL-Trägerrakete zusammen mit zwei Hauptnutzlasten und 30 weiteren Kleinsatelliten vom Satish Dhawan Space Centre in Indien gestartet.

## Frequenzen
- Uplink FM: 145,91 MHz
- Downlink FM: 435,525 MHz